# Primer Triunvirato (Venezuela)

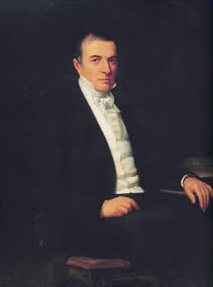
Cristóbal Mendoza fue el primero en asumir la presidencia de Venezuela como parte del Triunvirato.

El Primer Triunvirato (1811-1812) fue nombrado por el Primer Congreso Nacional de Venezuela como el primer gobierno provisional de la denominada Primera República de Venezuela, y estuvo conformado por Cristóbal Mendoza, Juan Escalona y Baltasar Padrón, quienes se sucedían semanalmente la presidencia. Fue sucedido por el Segundo Triunvirato.
Este gobierno declaró la independencia de Venezuela del Imperio español y promulgó la primera constitución de Venezuela en 1811, nombrando al país «Confederación Americana de Venezuela».

## Contexto histórico
Las guerras napoléonicas se estaban desarrollando en Europa, y la corona del Imperio español había sido conquistada por Napoleón Bonaparte y su hermano, lo que conllevó a la Revolución del 19 de abril de 1810, donde los habitantes de Caracas se rehusaron a ser parte del primer Imperio francés.
La Junta Suprema de Caracas realizó elecciones en las siete provincias durante octubre y noviembre de 1810 para elegir el Primer Congreso Nacional de Venezuela, que la sustituyó. Este Congreso nombró a Cristóbal Mendoza, Juan Escalona y Baltasar Padrón como gobernantes bajo la figura de un triunvirato ejecutivo.

## Política nacional

### Política legislativa
El triunvirato declaró la independencia de Venezuela del Reino de España y promulgó la primera constitución de Venezuela, la Constitución Federal de los Estados de Venezuela de 1811, nombrando al país «Confederación Americana de Venezuela».